# Konrad Hirschler

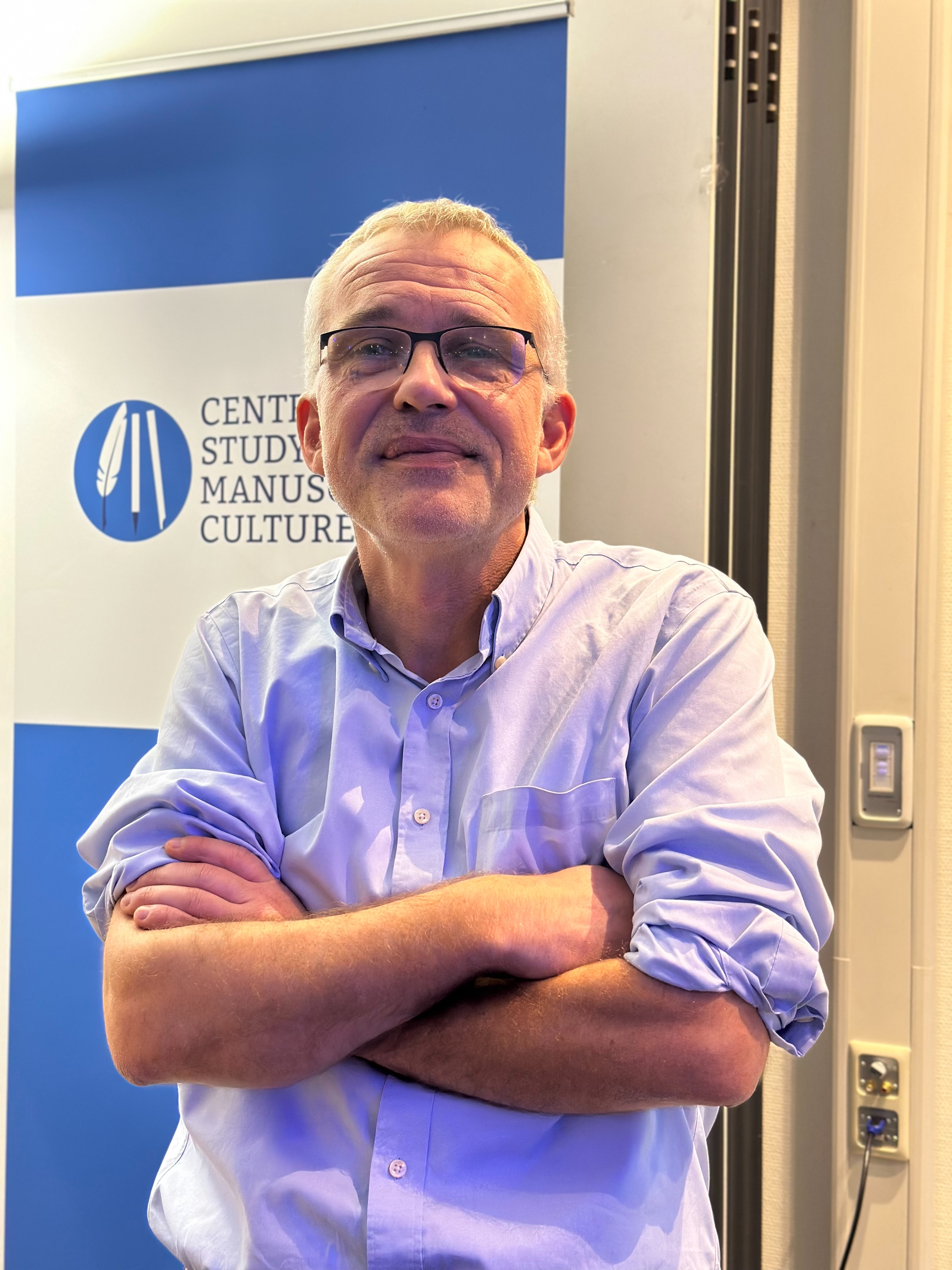
Konrad Hirschler im Dezember 2024

Konrad Hirschler (* 13. Mai 1971 in Buchholz in der Nordheide) ist ein deutscher Islamwissenschaftler.

## Leben
Von 2003 bis 2007 war er wissenschaftlicher Assistent in Kiel. Seit 2021 ist er Professor (W3) für Islamwissenschaft an der Universität Hamburg.
2023 wurde Hirschler zum Mitglied der Akademie der Wissenschaften in Hamburg gewählt.